# Europese kampioenschappen acrobatische gymnastiek 2019
De Europese kampioenschappen acrobatische gymnastiek 2019 waren door Union Européenne de Gymnastique (UEG) georganiseerde kampioenschappen voor acrogymnasten. De 29e editie van de Europese kampioenschappen vond plaats van 30 oktober tot 3 november 2019 in het Israëlische Holon.

## Resultaten

### Duo's
| Dames      |                                     |                                               |                                               |
| Discipline | Goud                                | Zilver                                        | Brons                                         |
| All round  | Rita Ferreira Ana Teixeira          | Iasmina Ishankulova Diana Korotaeva           | Oleksandra-Mariia Tabachynska Yuliia Pylypiak |
| Balans     | Iasmina Ishankulova Diana Korotaeva | Rita Ferreira Ana Teixeira                    | Eva Gasser Franziska Seiner                   |
| Tempo      | Rita Ferreira Ana Teixeira          | Oleksandra-Mariia Tabachynska Yuliia Pylypiak | Iasmina Ishankulova Diana Korotaeva           |
| Heren      |                                     |                                               |                                               |
| Discipline | Goud                                | Zilver                                        | Brons                                         |
| All round  | Adam Upcott Charlie Tate            | Tomofei Ivanov Maksim Karavaev                | Tim Sebastian Michail Kraft                   |
| Balans     | Tim Sebastian Michail Kraft         | Adam Upcott Charlie Tate                      | Artsiom Yashchanka Aliaksei Zayats            |
| Tempo      | Timofei Ivanov Maksim Karavaev      | James Jeffery Aidan Lim                       | Maksim Markevich Aleh Mikhalevich             |
| Gemengd    |                                     |                                               |                                               |
| Discipline | Goud                                | Zilver                                        | Brons                                         |
| All round  | Victoria Aksenova Kirill Startsev   | Hanna Kasyan Konstantin Evstafeev             | Stef Van Der Locht Fenne Van Dijck            |
| Balans     | Victoria Aksenova Kirill Startsev   | Hanna Kasyan Konstantin Evstafeev             | Abdulla Al-Mashaykhi Ruhidil Gurbanli         |
| Tempo      | Victoria Aksenova Kirill Startsev   | Artur Beliakou Volha Melnik                   | Abdulla Al-Mashaykhi Ruhidil Gurbanli         |

### Groep
| Dames      |                                                                        |                                                                        |                                                               |
| Discipline | Goud                                                                   | Zilver                                                                 | Brons                                                         |
| All round  | Talia De Troyer Britt Vanderdonckt Charlotte Van Royen                 | Francisca Sampaio Maia Francisca Maia Bárbara Sequeira                 | Erin Henderson Sacha Muir Chloe Rowlands                      |
| Balans     | Talia De Troyer Britt Vanderdonckt Charlotte Van Royen                 | Francisca Sampaio Maia Francisca Maia Bárbara Sequeira                 | Or Armony Tzlil Hurvitz Yarin Ovadia                          |
| Tempo      | Talia De Troyer Britt Vanderdonckt Charlotte Van Royen                 | Francisca Sampaio Maia Francisca Maia Bárbara Sequeira                 | Hanna Katsuba Darya Ivaniutsenka Krystsina Lishova            |
| Heren      |                                                                        |                                                                        |                                                               |
| Discipline | Goud                                                                   | Zilver                                                                 | Brons                                                         |
| All round  | German Kudriashov Alexander Sorokin Kirill Zadorin Valeriy Tukhashvili | Miguel Silva Henrique Pinheiro Frederico Silva Henrique Silva          | Jonas Anthoon Robin Casse Hannes Garré Noam Patel             |
| Balans     | German Kudriashov Alexander Sorokin Kirill Zadorin Valeriy Tukhashvili | Jonas Anthoon Robin Casse Hannes Garré Noam Patel                      | Miguel Silva Henrique Pinheiro Frederico Silva Henrique Silva |
| Tempo      | Miguel Silva Henrique Pinheiro Frederico Silva Henrique Silva          | German Kudriashov Alexander Sorokin Kirill Zadorin Valeriy Tukhashvili | Stanislav Kukurudz Yuriy Savka Yurii Push Taras Yarush        |

1978 ·
1979 ·
1980 ·
1982 ·
1984 ·
1985 ·
1986 ·
1987 ·
1988 ·
1989 ·
1990 ·
1991 ·
1992 ·
1993 ·
1994 ·
1995 ·
1996 ·
1997 ·
1999 ·
2001 ·
2003 ·
2005 ·
2007 ·
2009 ·
2011 ·
2013 ·
2015 ·
2017 ·
2019 ·
2021 ·